# Fw 187 (航空機)

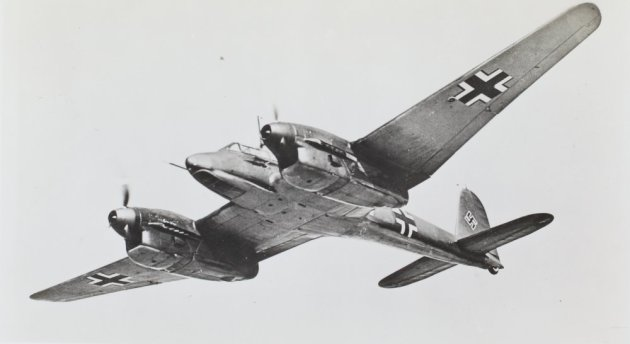
Fw 187

Fw 187 ファルケ（鷹）は、第二次世界大戦直前にドイツ国の航空機メーカー フォッケウルフ社によって試作された双発戦闘機である。当時制式採用されていたBf 109B/CやBf 110よりも優れた速度性能を示したが、ドイツ航空省の方針で不採用となった。

## 概要
1936年にフォッケウルフ社のクルト・タンク技師は、駆逐機の第1号であるメッサーシュミットBf 110に対抗する機体の開発を試みた。これがFw 187で、ドイツ空軍から3機の試作機の受注を得ることに成功した。
Fw 187は単座双発で、ライバルであるBf 110よりも小型・軽量にまとめられていた。特に空気抵抗軽減に気を使った設計となっており、胴体の幅はパイロットの肩幅程しかなく、コックピットはかなり窮屈なものとなった。このため、一部計器はコックピット内に搭載できず、エンジンナセル内側に取り付けられていた。主翼は、細長い逆ガル式であり、双発エンジンのラジエーターは半引き込み式になっていた。エンジンは当初680 hpのユンカース ユモ 210エンジンを搭載していたが、量産機では1000 hpのDB 600を装備する予定だった。
試作1号機であるV1は1937年春に初飛行し、最高速度525 km/hを記録した。これは当時の主力戦闘機メッサーシュミットBf 109Bよりも速く、操縦性、上昇力なども優れた性能を示した。しかしドイツ航空省の、双発戦闘機は重武装で複座以上の機体でなければならない、という考えから、本機に対する態度は冷ややかなものであった。その後1938年にはV1が墜落事故を起こしたため飛行テストは中止されてしまった。
フォッケウルフ社では本機の制式採用を目指し、3号機からは複座とするなどの改良を続けた結果、エンジンをチューンアップしたユモ 210Gに換装した試作6号機は、最高速度635 km/hを記録した。続けて先行生産型のA-0を3機生産しBf 110との比較審査に臨んだが、既に双発戦闘機はBf 110に機種を統一する航空省（RLM）の方針は覆らず、Fw 187は不採用となった。
先行生産型3機はフォッケウルフ社のブレーメン工場に戻され、社のテストパイロットによって自社工場の防衛用に使われた。
1940年から1年程はノルウェーに送られ航空学校で訓練機としても使用されたが、その後「実戦部隊で使われる新型機」のプロパガンダ目的でJG77の駆逐飛行隊に配備された。現場のパイロットからの飛行性能や機動性、操縦性への評判はBf 110よりも良好だったが、RLMはまもなくFw 187Aをフォッケウルフ社に返却。その後はまた自社工場防空およびTa 154の開発のための飛行試験に用いられた。ブレーメン防空戦に参加したテストパイロットのメールホーン技師は1943年10月8日の迎撃戦の際にFw 187Aで出撃し四発重爆3機を撃墜後に撃墜され、戦死したと言われている

## スペック
A-0
- 全長：11.3 m
- 全幅：15.3 m
- 全高：3.85 m
- 翼面積：30.4 m2
- 全備重量：5,000 kg
- エンジン：ユンカースJumo210Ga 700 hp×2
- 最大速度：525 km/h
- 実用上限高度：10,000 m
- 航続距離：1,530 km
- 武装
  - 20mm機関砲×2
  - 7.92mm機関銃×4
- 乗員 2名